# Bachir Yellès
Bachir Yellès (en árabe: بشير يلس‎; Tremecén, 12 de septiembre de 1921 - Argel, 16 de agosto de 2022) fue un pintor argelino.

## Biografía
Yellès nació en Tremecén el 12 de septiembre de 1921. Estudió en la Escuela de Bellas Artes de Argel, luego en la Escuela de Bellas Artes de París. Se desempeñó como director de la École supérieur des Beaux Arts d'Alger de Argel, entre los años 1960 y 1980.
En sus obras siguió utilizando temas locales pero también experimentó con el cubismo, el expresionismo y el fovismo. Yellès cumplió 100 años en septiembre de 2021. Murió en Argel el 16 de agosto de 2022.

## Otras lecturas
- Bloom, Jonathan y Sheila Blair. The Grove Encyclopedia of Islamic Art & Architecture. Oxford University Press, 2009. ISBN 019530991X
- Collectif, Dominique Auzias, Jean-Paul Labourdette. Argel 2010–11 (City Guides Monde). Petit Futé, 3 de junio de 2009. ISBN 2746937905